# Списак улица Суботице
У овом чланку можете пронаћи списак свих улица у Суботици.
|  |  |  |  |  |  |  |  |  |  |  |  |  |  |  |  |  |  |  |  |  |  |  |  |  |  |  |  |  |  |

## 1-9
- 15. априла
- 15. маја
- 27. марта
- 300. Нова
- 364. Нова
- 365. Нова
- 366. Нова
- 4. Црногорске Пролетерске Бригаде
- 469. Нова
- 470. Нова
- 500. Нова
- 501. Нова
- 502. Нова
- 51. Дивизије
- 7. јули
- 8. марта
- I. Устанка
- XVI Дивизије
- VIII Војвођанске Ударне Бригаде[1]

|  |  |  |  |  |  |  |  |  |  |  |  |  |  |  |  |  |  |  |  |  |  |  |  |  |  |  |  |  |  |

## А
- А. Кујунџића
- А. Малагурског
- Адачка
- Адолфа Сингера
- Аге Мамужића
- Аксентија Мародића
- Албе Францишковића
- Албе Видаковића
- Алберта Ајнштајна
- Алеја Маршала Тита
- Александрови Салаши
- Алексе Кокића
- Алексиначка
- Алибунарска
- Анђе Ранковић
- Андрије Медулића
- Андрије Штампара
- Ане Франк
- Анке Буторац
- Анте Еветовића - Мирољуба
- Анте Парчетића
- Антона Ашкерца
- Антуна
- Антуна Сутуровића
- Антуна Вранића
- Антуна Шимића
- Апатинска
- Аранђеловачка
- Арнолда Јураја
- Арсенија Чарнојевића
- Атиле Јожефа
- Аугуста Цесарца
- Авалска
- Авнојска[1]

|  |  |  |  |  |  |  |  |  |  |  |  |  |  |  |  |  |  |  |  |  |  |  |  |  |  |  |  |  |  |

## Б
- Б. Сударевића
- Б. Атанацковића
- Бачка
- Багремова
- Бајмочка
- Бајнатска
- Бајско Гробље
- Балканска
- Балзакова
- Банатска
- Банијска
- Бањалучка
- Барањска
- Барска
- Батајничка
- Батинска
- Баштованска
- Бечејска
- Бечка
- Бегејска
- Беле Бартока
- Беле Чикоша
- Беле Куна
- Белоцркванска
- Беочинска
- Београдска
- Берталана Собоње
- Безданска
- Бихаћка
- Бистричка
- Битољска
- Бјеловарска
- Блашка Рајића
- Блаже Јовановића
- Бледска
- Богдана Југа
- Бохињска
- Бојанска
- Бокељска
- Болманска
- Боре Станковића
- Бориса Кидрича
- Бориса Крајгера
- Боривоја Мишића
- Борска
- Босе Миличевић
- Босутска
- Бозе Шарчевића
- Бошка Бухе
- Бошка Вујића
- Божидара Аџије
- Брачка
- Бранислава Нушића
- Бранка Крсмановића
- Бранка Радичевића
- Браће Југовића
- Браће Мајера
- Браће Милашин
- Браће Радић
- Браће Радића
- Брегалничка
- Брестовачка
- Брезова
- Брионска
- Бродарска
- Бродска
- Будванска
- Буковачка[1]

|  |  |  |  |  |  |  |  |  |  |  |  |  |  |  |  |  |  |  |  |  |  |  |  |  |  |  |  |  |  |

## В
- В. Јагића
- В. Караџића
- Ваљевска
- Вардарска
- Варешка
- Васе Пелагића
- Васе Стајића
- Ватрослава Лисинског
- Велењска
- Велика Капелска
- Верушићка
- Виктора Игоа
- Вилмоша Харангозоа
- Винковачка
- Винодолска
- Виноградарска
- Вираг Балажа
- Вировитичка
- Вишеградска
- Вишка
- Вишњичка
- Вишњића
- Вјекослава Караса
- Владе Перића - Валтера
- Владимира Ђанића
- Владимира Гортана
- Владимира Мајаковског
- Владимира Назора
- Владимира Роловића
- Влаха Буковца
- Власеничка
- Војислава Илића
- Војновићева
- Војвођанска
- Вразова
- Врбаска
- Врдничка
- Вука Мандушића
- Вуковарска[1]

|  |  |  |  |  |  |  |  |  |  |  |  |  |  |  |  |  |  |  |  |  |  |  |  |  |  |  |  |  |  |

## Г
- Г. Ћеваповића
- Гајева
- Гањо Шор
- Гаврила Принципа
- Генерала Кутузова
- Георгија Димитрова
- Гезе Чата
- Гезе Сабоа
- Гламочка
- Гоце Делчева
- Гогољева
- Голубова
- Горењска
- Горња
- Госпићка
- Гостиварска
- Гошина
- Грабовачка
- Градишћанска
- Граничарска
- Грделичка
- Грегора Крека
- Грге Пешталића
- Грмечка
- Грочанска
- Гружанска
- Гундулићева
- Густава Тонча[1]

|  |  |  |  |  |  |  |  |  |  |  |  |  |  |  |  |  |  |  |  |  |  |  |  |  |  |  |  |  |  |

## Д
- Д. Дамјановића
- Далматинска
- Данче Бертуша
- Даринке Радовић
- Даруварска
- Дебарска
- Дедињска
- Дечанска
- Делиблатска
- Делиградска
- Делничка
- Деже
- Дежеа Костолањија
- Димитрија Туцовића
- Динка Златарића
- Динка Шимуновића
- Динрска
- Добојска
- Долењска
- Донска
- Дорословачка
- Доситејева
- Др Ференца Бодрогварија
- Др Јосипа Андрића
- Драгише Мишовића
- Драгојле Јарневић
- Дравоградска
- Дравска
- Дринска
- Дрварска
- Дубровачка
- Дунавска
- Дундићева
- Дурмиторска
- Душана Крнајског
- Душана Петровића[1]

|  |  |  |  |  |  |  |  |  |  |  |  |  |  |  |  |  |  |  |  |  |  |  |  |  |  |  |  |  |  |

## Ђ
- Ђ. Даничића
- Ђаковска
- Ђерђа Доже
- Ђерђа Лукача
- Ђердапска
- Ђевђелијска
- Ђуле Валија
- Ђурђинска
- Ђуре Ђаковића
- Ђуре Стантића
- Ђорђа Натошевића

|  |  |  |  |  |  |  |  |  |  |  |  |  |  |  |  |  |  |  |  |  |  |  |  |  |  |  |  |  |  |

## Е
- Е. Б. Жилинског
- Е. Лањија
- Е5 - За Хоргош
- Едеа Телча
- Едисонова
- Едварда Кардеља
- Едварда Русијана
- Едвина Здовца
- Ендреа Адиа
- Енгелсова
- Ердутска
- Ернеа Киша
- Ернеста Куна
- Есперанта[1]

|  |  |  |  |  |  |  |  |  |  |  |  |  |  |  |  |  |  |  |  |  |  |  |  |  |  |  |  |  |  |

## Ж
- Ж. Ј. Шпанца
- Жабаљска
- Жарка Васиљевића
- Жарка Зрењанина
- Жедничка
- Жељезничка Пруга Баја - Суботица
- Жељка Миливојевића
- Житна[1]

|  |  |  |  |  |  |  |  |  |  |  |  |  |  |  |  |  |  |  |  |  |  |  |  |  |  |  |  |  |  |

## З
- З. Орфелија
- Задарска
- Загорска
- Загребачка
- Зеничка
- Зетовића
- Зетска
- Зидарска
- Златиборска
- Змај Јовина
- Зоркина
- Зрињског И Франкопана
- Зворничка[1]

|  |  |  |  |  |  |  |  |  |  |  |  |  |  |  |  |  |  |  |  |  |  |  |  |  |  |  |  |  |  |

## И
- И. Г. Ковачића
- И. Л. Рибара
- И. Латака
- И. Сењанина
- Ибарска
- Ибоље Ференци
- Иђошка
- Идријска
- Игманска
- Илинденска
- Илирска
- Имотска
- Имреа Бера
- Индире Ганди
- Иришког Венца
- Исидоре Секулић
- Истарска
- Ивана
- Ивана Антуновића
- Ивана Броза
- Ивана Иванића
- Ивана Кукуљевића
- Ивана Квале
- Ивана Мештровића
- Ивана Миланковића
- Ивана Милутиновића
- Ивана Сарића
- Ивана Зајца
- Иване Брлић Мажуранић
- Иванградска
- Иве Андрића
- Изидора Милкоа
- Изворска
- Иштвана Ивањија
- Иштвана Кизура
- Иштвана Лукача
- Иштвана Рутаиа
- Иштвана Виг[1]

|  |  |  |  |  |  |  |  |  |  |  |  |  |  |  |  |  |  |  |  |  |  |  |  |  |  |  |  |  |  |

## Ј
- Ј. Калмара
- Ј. Клета
- Ј. Козарца
- Јабланичка
- Јадранска
- Јахоринска
- Јакшићева
- Јанка Чмелика
- Јанка Веселиновића
- Јаноша Арања
- Јасеновачка
- Јасминова
- Јаше Игњатовића
- Јелене Човић
- Јелене Ћетковић
- Јернеја Копитара
- Језеро
- Језеро Палић
- Јоргованска
- Јосе Мачковића
- Јосе Мерковића
- Јосипа Колумба
- Јосипа Краша
- Јосипа Лихта
- Јосипа Словенског
- Јосипа Зелића
- Јосипа Шокчића
- Јована Микића
- Јована Пачуа
- Јожефа Чакија
- Југословенска
- Југословенске народне армије
- Јукићева
- Јурија Гагарина
- Јурићева[1]

|  |  |  |  |  |  |  |  |  |  |  |  |  |  |  |  |  |  |  |  |  |  |  |  |  |  |  |  |  |  |

## К
- К. Битермана
- К. Чеха
- К. Мештерхазија
- Кадињачка
- Кајмакчаланска
- Какањска
- Калничка
- Калора Милодановића
- Каменичка
- Канал
- Карађорђев Пут
- Караш
- Карела Направника
- Карловачка
- Кароља Чилага
- Кароља Хедриха
- Керска
- Керско Гробље
- Кирешка
- Кладовска
- Книнска
- Кочићева
- Колашинска
- Колубарска
- Коњички Пут
- Копаоничка
- Копарска
- Коперникова
- Кордунска
- Корнела Сетелекија
- Корушка
- Космајска
- Косовска
- Косте Абрашевића
- Косте Рацина
- Косте Трипковића
- Костолачка
- Козарачка
- Козјачка
- Крагујевачких Жртава
- Крајишка
- Краља Звонимира
- Кранчевићева
- Крапинска
- Крфска
- Кристифора Колумба
- Кривајска
- Крушедолска
- Крушевачка
- Ксавера Шандора Ђалског
- Кулска
- Кумановска
- Кумичићева
- Кумровачка
- Купусинска
- Кварнеска[1]

|  |  |  |  |  |  |  |  |  |  |  |  |  |  |  |  |  |  |  |  |  |  |  |  |  |  |  |  |  |  |

## Л
- Лајоша Хушвета
- Лајоша Јоа
- Лајоша Турзоа
- Ласла Гала
- Ластина
- Лазара Бачића
- Лазара Хорвацког
- Лазаревачка
- Лазе Лазаревића
- Лазе Мамужића
- Лазе Стипића
- Лењинов Парк
- Леонарда Давинчија
- Лепеничка
- Лесковачка
- Лимска
- Липарска
- Лоле Вол
- Ловре Брачуљевића
- Ловћенска
- Лозничка
- Лошињска
- Луј Пастер
- Лујзе Блах
- Лујзе Блаха
- Луке Ботића
- Луке Карагића
- Луке Перковића
- Луке Сучића[1]

|  |  |  |  |  |  |  |  |  |  |  |  |  |  |  |  |  |  |  |  |  |  |  |  |  |  |  |  |  |  |

## Љ
- Љермонтова
- Љубе Ненадовића
- Љубе Шерцера
- Љубљанска[1]

## М
- М. Бојића
- М. Гершона
- М. Мајтења
- М. Мандића
- М. Пупина
- Мачванска
- Маглајска
- Магнетна Поља
- Мајевичка
- Мајшански Пут
- Макарска
- Македонска
- Максима Горког
- Мала
- Мариборска
- Марије Бурсаћ
- Марије Кири
- Марије Војнић Тошинице
- Марина Држића
- Марка Краљевића
- Марка Марулића
- Марка Орешковића
- Марка П. Камењара
- Марксов Пут
- Марош
- Масарикова
- Маслаше
- Матије Гупца
- Матка Вуковића
- Матошева
- Мавровска
- Маћаша Брука
- Мажуранићева
- Метохијска
- Мичуринова
- Михајла Пупина
- Михајла Раднића
- Михајла Сервоа
- Михановића
- Михомила Павлека
- Миклоша Раднотија
- Миклоша Сабоа
- Миклоша Швалба
- Милована Глишића
- Милоша Обилића
- Милтона Манакиа
- Милутина Ускоковића
- Мирка Боговића
- Мирка Павића
- Мирослава Антића
- Митра Бакића
- Младеновачка
- Мохачка
- Мора Јокаиа
- Моравичка
- Моравска
- Морнарска
- Мославачка
- Мосорска
- Мостарска
- Моше Пијаде
- Мурска[1]

|  |  |  |  |  |  |  |  |  |  |  |  |  |  |  |  |  |  |  |  |  |  |  |  |  |  |  |  |  |  |

## Н
- Наде Димић
- Народног Фронта
- Неготинска
- Немирне Равнице
- Нера
- Неретванска
- Невесињска
- Николе Демоње
- Николе Кујунџића
- Николе Матковића
- Никшићка
- Нишавска
- Нишка
- Новосадска
- Новоселска[1]

## Њ
- Његошева

|  |  |  |  |  |  |  |  |  |  |  |  |  |  |  |  |  |  |  |  |  |  |  |  |  |  |  |  |  |  |

## О
- О. Кучере
- Обреновачка
- Огњена Прице
- Огулинска
- Охридска
- Олах Шандора
- Олимпијска
- Омишка
- Омладинска
- Орахова
- Оромска
- Осјечка
- Отмара Мајера
- Отона Жупанчића
- Отворена
- Озренска[1]

|  |  |  |  |  |  |  |  |  |  |  |  |  |  |  |  |  |  |  |  |  |  |  |  |  |  |  |  |  |  |

## П
- П. Тумбаса
- Падејска
- Пачирски Пут
- Паје Кујунџића
- Паје Маргановића
- Пала Папа
- Палићка
- Палићке Угарнице
- Палмотићева
- Панчевачка
- Панонска
- Параћинска
- Париске Комуне
- Партизанска
- Партизанских База
- Патриса Лумумбе
- Павла Штоса
- Павловачка
- Пазинска
- Перла Гелерта
- Песничка
- Петра Драпшина
- Петра Чајковског
- Петра Хорвацког
- Петра Јосића
- Петра Петрекановића
- Петра Поповића - Аге
- Петра Свачића
- Петрињска
- Пионирска
- Пиротска
- Пиште Данкоа
- Плате Добројевића
- Платонова
- Плитвичка
- Подгорска
- Подравска
- Покрет Несврстаних
- Поречка
- Пожаревачка
- Праховска
- Прашка
- Прерадовићева
- Прешернова
- Прибојска
- Приједорска
- Прилепска
- Приморска
- Призренска
- Пролетерских Бригада
- Прве Петолетке
- Првомајска
- Птујска
- Пулска
- Пушкинов Трг[1]

|  |  |  |  |  |  |  |  |  |  |  |  |  |  |  |  |  |  |  |  |  |  |  |  |  |  |  |  |  |  |

## Р
- Р. Шимоковића
- Раде Кончара
- Раденска
- Радничка
- Радоја Вујошевића
- Ратка Митровића
- Рашка
- Речна
- Рељковићева
- Ријечка
- Ролана Ромена
- Романијска
- Ровињска
- Рударска
- Руђера Бошковића
- Рудничка
- Румска
- Ружина[1]

## С
- С. Главаша
- С. Пенезића - Крцуна
- Самоборска
- Сарајевска
- Саве Ковачевића
- Саве Шумановића
- Савска
- Сегединска
- Сењска
- Сенћанско Гробље
- Сергеја Јесењина
- Северна
- Симе Матавуља
- Симе Солаје
- Сиришка
- Ситничка
- Сивачки Пут
- Скадарлијска
- Скендера Куленовића
- Скендербегова
- Скерлићева
- Скојевска
- Славонска
- Смедеревска
- Сомборска
- Соње Маринковић
- Сплитска
- Сребрничка
- Средња
- Сремска
- Стадион „Спартак“
- Сталаћка
- Станише Неорчића
- Стапарска
- Старине Новака
- Стерије Поповића
- Стевана Дороњског
- Стевана Филиповића
- Стевана Мокрањца
- Стевана Сремца
- Стевана Тиквицког
- Стипана Копиловића
- Стипана Мукића
- Стипана Вилова
- Стипе Гргића
- Стражиловска
- Струмичка
- Стубичка
- Студеничка
- Суботе Врлића
- Суботица - Биково
- Сунчана
- Сутјеска
- Светосавска
- Светозара Марковића
- Светозара Милетића[1]

|  |  |  |  |  |  |  |  |  |  |  |  |  |  |  |  |  |  |  |  |  |  |  |  |  |  |  |  |  |  |

## Т
- Таковска
- Тамишка
- Таванкутска
- Темишварска
- Теслина
- Тетовска
- Тибора Секеља
- Тиха
- Тиквешка
- Тимочка
- Тителска
- Титоградска
- Титуса Дуговића
- Титуса Мачковића
- Тиватска
- Толминска
- Толстојева
- Томе Рудића - Браце
- Томићева
- Тополска
- Торданска
- Травничка
- Требињска
- Трг 29. новенбра
- Трг Цара Јована Ненада
- Трг Ђуре Салаја
- Трг Лазара Нешића
- Трг Октобарске Револуције
- Трг П. Јовановића
- Трг Паје Кујунџића
- Трг Веселина
- Трг Змај Јовин
- Трг Жртава Фашизма
- Триглавска
- Трогирска
- Тук Угарнице
- Тук Угарнице
- Тургењева
- Тузланска[1]

|  |  |  |  |  |  |  |  |  |  |  |  |  |  |  |  |  |  |  |  |  |  |  |  |  |  |  |  |  |  |

## У
- Учитељска
- Учка
- Улцињска
- Унска
- Уралска
- Ускочка
- Устаничка
- Ужичка[1]

## Ф
- Фејеш Кларе
- Фекетићка
- Фелегијева
- Ференца Балога
- Ференца Ђерија
- Ференца Чакија
- Ференца Гала
- Ференца Киша
- Ференца Листа
- Ференца Сепа
- Филипа Филиповића
- Филипа Кљајића
- Фочанска
- Форгача
- Франа Супила
- Фрање Клуза
- Фрање Кухача
- Фредерика Шопена
- Фрушкогорска[1]

|  |  |  |  |  |  |  |  |  |  |  |  |  |  |  |  |  |  |  |  |  |  |  |  |  |  |  |  |  |  |

## Х
- Х. Ацела
- Хаџићева
- Хајдук Станка
- Хајдук Вељка
- Ханибала Лучића
- Харабашићева
- Харамбашићева
- Хенрика Сијенкијевића
- Хероја Пинкија
- Хилендарска
- Хиподромска
- Храстова
- Хуга Бадалића
- Хусинска
- Хварска[1]

## Ц
- Цанкарева
- Цара Душана
- Цара Лазара
- Цељска
- Целовачка
- Церска
- Цетињска
- Циглана
- Црногорска
- Цветка Манојловића
- Цветна
- Цвијићева[1]

|  |  |  |  |  |  |  |  |  |  |  |  |  |  |  |  |  |  |  |  |  |  |  |  |  |  |  |  |  |  |

## Ч
- Чеде Жице
- Чикеријска
- Чачанска
- Чајетинска
- Чапајева
- Чавољска[1]

## Ш
- Шабачка
- Шајкашка
- Шамачка
- Шандора Лифке
- Шандора Петефија
- Шантићева
- Шарпланинска
- Шебешићка
- Шекспирова
- Шеноина
- Шибенска
- Шидска
- Шиме Ивића
- Шиме Тиквицког
- Широки Прогон
- Шпанских Бораца
- Штипска
- Штросмајерова
- Шумадијска
- Шумска